# Arvo Aalto
Arvo Aalto (ur. 13 lipca 1932 w Rovaniemi, zm. 28 kwietnia 2025) – fiński polityk komunistyczny. Z wykształcenia murarz. Od 1949 członek Związku Zawodowego Murarzy. W 1952 został członkiem Komunistycznej Partii Finlandii (KPF). W okresie 1959–1969 sekretarz zarządu prowincjonalnego KPF w Lappi. Od kwietnia 1969 członek Komitetu Centralnego i Biura Politycznego KPF. Od kwietnia 1969 do maja 1984 sekretarz generalny Komunistycznej Partii Finlandii. Od maja 1984 do 1988 przewodniczący KPF. Od 1977 do 1981 pełnił funkcję ministra pracy Finlandii w gabinetach Kalevi Sorsa i Mauno Koivisto.

## Źródła
- Noty Biograficzne PAP - wrzesień 1984